# L'Entrejambe
Pour plus de détails, voir Fiche technique et Distribution.
L'Entrejambe (Josefine Mutzenbacher) est un film érotique ouest-allemand réalisé par Kurt Nachmann, sorti en 1970.
Il s'agit d'une adaptation du roman érotique écrit en 1906 par Felix Salten.

## Synopsis
Fin du XIXe siècle. La mystérieuse millionnaire américaine Lady J. revient à Vienne. Le ministre Marbach, auteur d'un livre intitulé Bonnes mœurs et morale, va la recevoir.
Elle descend par surprise dans un hôtel délabré du Prater et raconte au ministre la vie de Josefine, une prostituée du quartier. À travers des flash-backs, on voit l'enfance et la jeunesse de la jeune femme, ses premières expériences sexuelles avec le sous-locataire Ekkehard et un (faux) prêtre. Après la mort de sa mère, qui était soumise aux désirs du père alcoolique, celui-ci abuse de Joséphine.
Par l'intermédiaire du sous-locataire Rudolf et de son amie Zenzi, elle fait la connaissance d'un proxénète. Depuis que son père a perdu son emploi, elle doit s'offrir aux hommes afin de pouvoir entretenir la famille. Bientôt elle devient la prostituée la plus célèbre et la plus désirée de Vienne. Elle se confronte à l'hypocrise de ses clients qui condamnent publiquement la prostitution. Dans le lupanar, elle séduit un riche Américain.
Le ministre se rend compte que Lady J. est cette prostituée. Elle parle ensuite de la tolérance de la société envers la prostitution, en se référant même à Sigmund Freud. Elle attend simplement de Marbach, qui est fasciné par elle, qu'il revienne sur sa position. Finalement il va accepter la publication de la biographie de Josefine Mutzenbacher.

## Fiche technique
- Titre : L'Entrejambe
- Autre titre : Jeunes filles sans voile
- Titre original : Josefine Mutzenbacher
- Réalisation : Kurt Nachmann
- Scénario : Kurt Nachmann d'après le roman de Felix Salten
- Musique : Gerhard Heinz (de)
- Photographie : Heinz Hölscher
- Montage : Monica Wilde
- Producteur : Karl Spiehs
- Sociétés de production : Lisa Film
- Pays d'origine :  Allemagne de l'Ouest
- Langue : allemand
- Format : Couleurs - 1,37:1 - Mono - 35 mm
- Genre : Érotique
- Durée : 89 minutes
- Dates de sortie :
  - Allemagne de l'Ouest : 21 août 1970
  - France : 18 janvier 1978

## Distribution
- Kai Fischer : Lady J.
- Bert Fortell : Marbach
- Christine Schuberth : Josefine
- Renate Kasché : Zenzi
- Uli Steigberg : Le père
- Astrid Boner (de) : La mère
- Harry Hardt : Suchanek
- Kurt Bülau : Ekkehard
- Gunther Möhner : Robert
- Elisabeth Volkmann : La marâtre
- Hilde Brand : Mme Reintaler
- Werner Abrolat (de) : Horak
- Nino Korda (de) : Le photographe

## Autour du film
Le producteur Karl Spiehs engage Kurt Nachmann pour le scénario et lui confie aussi la réalisation. Nachmann lui livre l'adaptation trois jours plus tard.
Le film est un grand succès au box-office et fait connaître le roman. Son interdiction aux moins de 18 ans favorise la curiosité et la popularité autour du film. À Munich, un cinéma le diffuse durant vingt semaines. Pour un coût de production d'un million de Deutsch Marks, il en rapporte 5,5.
Christine Schuberth, qui n'apparaît qu'à la trentième minute du film, devient une célébrité du Lederhosenfilm. Au départ, elle devait faire une apparition comme écolière. C'est Nachmann qui lui confie le rôle-titre.
Le film connaît deux suites : Un homme par jour (de) (Josefine Mutzenbacher II – Meine 365 Liebhaber) (1971) et Ferdinand Mutzenbacher (1972).
Par ailleurs, le roman sera adapté dans une version vraiment pornographique, Insatiable Joséphine (Josefine Mutzenbacher... wie sie wirklich war - 1. Teil) (1976) avec Patricia Rhomberg.